# Теория принципала-агента
Тео́рия принципа́ла—аге́нта, пробле́ма принципа́ла—аге́нта (англ. principal-agent problem) — теоретическая модель экономики, созданная с целью понимания ситуаций управления между неравными акторами, имеющими разные степени информированности (асимметричность информации): лицо, дающее поручение (принципал), обычно находится в высшей иерархической позиции и ожидает решения поставленной задачи в своих интересах; с другой стороны, лицо, выполняющее поручение (агент: менеджер или экономический агент), находится ниже в иерархии, но владеет большей информацией, чем принципал, и может пользоваться этой информацией как в интересах принципала, так и в своих собственных интересах. Чтобы решить данную проблему, предлагаются разные стратегии, например доверительные отношения, системы общей информации или целенаправленные побуждения.

## История
Американские экономисты Майкл Дженсен и Уильям Меклинг развивали теорию принципала—агента в своей статье 1976 года «Теория фирмы: управленческое поведение, агентских издержек и структуры собственности», и сфокусировались на проблемах администрации крупных американских фирм. В центре размышлений стоит вопрос о том, как уменьшить желание сотрудников растрачивать служебные ресурсы в собственных интересах.

## Предположения
Теория принципала-агента, развивавшаяся в первую очередь в сфере экономики, строится на предположении, что участники зависимы друг от друга в коммерческих отношениях. Принципал дает поручение и надеется на правильное его исполнение со стороны агента. Ключевым моментом является асимметричность информации. Так как возможно, что агент владеет большей информацией, то он может использовать это информационное преимущество в собственных целях. Теория предполагает, что человек оппортунист и действует, прежде всего, из эгоизма.

## Скрытие качества и скрытая информация
Выделяют проблемы, возникающие до заключения договора, и  проблемы после его заключения.
До заключения договора обе участвующие стороны могут из-за незнания выбрать неправильного партнера по бизнесу. Чтобы избежать этой ситуации, агентам придется строить отношения доверия, например при помощи обмена сертификатами. С другой стороны, у агента существует риск неоплаты его услуги. Принципал может заслуживать доверие посредством репутации, опыта или культуры предпринимателя.
Проблемы, возникающие до подписания договора, чаще всего касаются скрытых качеств обоих партнеров.
После заключения договора появляются проблемы скрытой информации. Принципал не имеет возможности проверить работу агента, например потому, что агент специалист, и только ему известны действительные масштабы данного поручения. Также, проблема не только в том, что могут существовать неизвестные принципалу данные, но и возможные действия агента. Чтобы проверить правильное выполнение поручения, принципал может создавать механизм проверки, как например, бюрократический аппарат или консультироваться с другим специалистом (второй агент).

## Моральный риск
Моральный риск — теория влияния в ключевой момент стимулов на поведение человека в проблеме принципала-агента. В результате агент действует таким образом, что принципалу из-за нехватки информации кажется, что он получил самый лучший (из возможных для принципала) результат, хотя в действительности самый выгодный (из возможных агенту) результат получил агент. Невозможность абсолютной проверки со стороны принципала побуждает агента действовать в своих интересах.

## Примеры использования

### В экономике
Типичная ситуация, в которой возникает проблема принципала-агента, это рынок недвижимости. Заинтересованная в покупке квартиры сторона обращается к риелтору, то есть к специалисту в секторе недвижимости. Например, пусть возможный покупатель хочет получить самую дешевую двухкомнатную квартиру. Если в этом случае у риелтора есть 10 двухкомнатных квартир в базе, он может не предлагать клиенту сразу все квартиры, чтобы узнать его финансовые возможности. Скрывая информацию, агент рассчитывает на выгодное заключение договора, так как в случае отказа клиента, у него есть возможность предложить другую, более дешевую квартиру. Таким образом, риелтор, возможно, продаст две или больше квартир, предложив будущим клиентам, имеющих меньшие финансовые средства, самую дешевую квартиру. У принципала нет возможности независимой проверки информации, так как он не знаком с рынком недвижимости. Описываемая ситуация — типичный случай скрытой информации.

### В политологии
Теоретическая проблема представительских демократий заключается в отношениях доверия между избирателями и депутатами парламентов. Перед выборами кандидаты в законодательные органы сообщают потенциальным избирателям, какие меры будут приняты после выборов, в случае победы данного кандидата. Хотя существует моральная обязанность депутатов вести борьбу за обещанные цели, реальность показывает, что агенты могут преследовать собственные цели. В подобных ситуациях принципалу очень легко совершить ошибку и делегировать власть неверному агенту, так как он зачастую избирает его в условиях сильного недостатка информации. Кроме того, данная проблема связана и с вмешательством в принципал-агентские отношения третьих лиц на стороне агентов, которые всячески искажают его образ ради целей продвижения и создания выгодного образа. Проблемы коррупции связаны с нехваткой возможности проверки со стороны избирателя, так как политические решения чаще всего принимаются непублично, и могут вызывать утрату доверия к политической системе: наличествует проблема скрытого поведения агента. Избежать этой ситуации возможно при помощи постоянного контроля депутатов, например, при помощи декларации доходов при независимом бюрократическом аппарате. Кроме того, в первую очередь, в демократических государствах существует ряд механизмов, которые позволяют обеспечить более тщательный отбор агентов. Одним из самых действенных представляются дебаты с конкурентами в прямом эфире, когда воздействие на образ кандидата в агенты со стороны третьих лиц и иных факторов сводятся до возможного минимума. Существуют и различные действенные стратегии поведения принципалов, которые способствуют более тщательному отбору агентов.

### В международных отношениях
Поскольку бюрократия может оказывать давление на участвующие стороны в ситуациях, связанных с проблемой принципала-агента, она также может стать агентом сама по себе. Особенно в учёбе международных организаций проблема принципала-агента является проблемой первого порядка. Ролан Вобель показывает, что динамика бюрократических аппаратов влияет на эффективность международных организаций таких, как ЕС, Международный валютный фонд или Международная организация труда. Вобель указывает на самостоятельное поведение международных организаций, так как чиновники в бюрократических аппаратах, во-первых, занимают должности длительный срок (в отличие от сменяющихся демократических правительств) и, во-вторых, что издержки тотальной проверки национальными и международными парламентами слишком высокие. Таким образом, из-за бюрократических соображений, международные организации могут не действовать в интересах жителей относящихся к ним государств. Результаты могут быть аналогичными и в национальных правительствах — и вызывать утрату доверия политической системе. Ощущение того, что чиновники ЕС действовали в основном в собственных интересах, оказало влияние на решение британского народа выйти из ЕС. Хотя этот факт не подтвержден исследователями, обзор прессы производит именно такое впечатление.

## См. Также
- Рассеянные знания
- Железный закон олигархии
- Неблагоприятный отбор